# Geometry Dash
Geometry Dash är ett spel från 2013 för mobiltelefon och Steam, utgivet av RobTop Games. Geometry Dash, ursprungligen kallat "Geometry Jump", ändrades till "Geometry Dash" innan utgivning. Spelet är skapat av svensken Robert Topala, och är byggt runt ett enkelt koncept. Spelaren är en kub vars uppgift är att ta sig genom banor. Om spelaren klickar på skärmen (telefon) eller med datormusen/blanksteg (dator) hoppar kuben. Kuben kan ta sig genom olika portaler, vilket förvandlar den till andra saker som exempelvis boll, rymdskepp, UFO eller spindel. Det är ett rytm-baserat spel med ett flertal officiella banor. Varje bana innehåller unik elektronisk musik från Newgrounds. Andra inslag av spelet inkluderar en Level Editor, Map Packs, Gauntlets, användarskapade banor, Secret Coins, User Coins, 3 stycken Secret Vaults och ett stort antal av ikoner och spellägen.
Spelet kostar 29 kronor på App Store, 20 kronor på Google Play och 3.99€ (euros) på Steam, men det finns även en gratisversion på de båda plattformarna med reklam och färre banor att spela.

## Banor
Geometry Dash innehåller ett antal banor, som varierar i svårighetsgrad. Dessa mäts med hjälp av ett antal olika avatarer som representerar svårighetsgrad. Svårigheten på en bana avgör också hur många stjärnor man får när man klarar den. Stjärnor används som ett mått på hur bra en spelare är.
Svårighetsgraderna varierar från Auto (1 stjärna) till Demon (10 stjärnor) för onlinebanor, medan officiella banor kan ge upp till 15 stjärnor.

### Officiella banor från vanliga Geometry Dash
De följande banorna är listade i ordning efter hur de är sorterade i huvudmenyn, vilken även är den ordning som de släpptes i.

#### Stereo Madness
Geometry Dashs första bana är Stereo Madness. Den är Easy och ger en stjärna om man klarar den, och har spellägena kub/rymdskepp/kub. Man får även en färg om man klarar den på Practice Mode. Stereo Madness är den enklaste banan, och den ger 50 Orbs om man klarar den.
Musiken är gjord av ForeverBound.

#### Back on Track
Den andra banan är Back on Track, som introducerar så kallade "jump pads", som får spelaren att hoppa högt när den landar på dem. Den är Easy och ger 2 stjärnor och 75 Orbs om man klarar den.
Musiken är gjord av DjVi.

#### Polargeist
Polargeist är den tredje banan, ger 3 stjärnor om man klarar den, och räknas som normal. Det är även den första banan med så kallade "jump orbs", som får spelaren att hoppa i luften om spelaren klickar när den är i kontakt med objektet. Man får 100 Orbs om man klarar den.
Musiken är gjord av Step.

#### Dry Out
Dry Out är den fjärde banan, ger 4 stjärnor om man klarar den, och räknas som normal. Det är den första banan med gravitationsportaler. Man får 125 Orbs om man klarar den.
Musiken är gjord av DjVi.

#### Base After Base
Base after Base introducerar inga nya portaler eller spellägen. Den ger 5 stjärnor räknas som Hard. Man får 150 Orbs om man klarar den.
Musiken är gjord av DjVi.

#### Can't Let Go
Can't Let Go är den sjätte banan och räknas som Hard. Den ger 6 stjärnor. Man får 175 Orbs om man klarar den.
Musiken är gjord av DjVi.

#### Jumper
Jumper är den sjunde banan och räknas som Harder. Den ger 7 stjärnor om man klarar den. Man får 200 Orbs om man klarar den.
Musiken, som är gjord av Waterflame, är även känd från spelet Castle Crushers.

#### Time Machine
Time Machine är den andra Harder-banan och ger 8 stjärnor om man klarar den. Det är den första banan med portaler som spegelvänder skärmen vågrätt. Man får 225 Orbs om man klarar den.
Musiken är gjord av Waterflame.

#### Cycles
Cycles är en Harder-bana som ger 9 stjärnor om man klarar den. Det är den första banan som använder gravitationsbollen. Den ger även en ikon om man klarar den, och tillsammans med xStep är det den enda bana som ger en ikon om man klarar den på Practice Mode. Man får 250 Orbs om man klarar den.
Musiken är gjord av DjVi.

#### xStep
xStep räknas som Insane och ger 10 stjärnor om man klarar den. Den ger även en gubbe, och tillsammans med Cycles är det den enda bana som ger en ikon om man klarar den på Practice Mode. Man får 275 Orbs om man klarar den.
Musiken är gjord av DjVi.

#### Clutterfunk
Clutterfunk är en Insane-bana som ger 11 stjärnor om man klarar den. Det är den första banan med portaler som gör spelaren mindre. Man får 300 Orbs om man klarar den.
Musiken är gjord av Waterflame.

#### Theory of Everything
Theory of Everything (ofta förkortad ToE) är en Insane-bana som ger 12 stjärnor. Man får 300 Orbs om man klarar den.
Musiken är gjord av DJ-Nate.

#### Electroman Adventures
Electroman Adventures är en 10-stjärnig Insane-bana. Man får 275 Orbs om man klarar den.
Musiken är gjord av Waterflame.

#### Clubstep
Clubstep är en 14-stjärnig demon. Man måste ha 10 Coins för att låsa upp och spela banan. Man får 500 Orbs om man klarar den.
Musiken är gjord av DJ-Nate.

#### Electrodynamix
Electrodynamix är en 12-stjärnig Insane-bana. Den är den första banan som använder sig av Speed Modifiers. Man får 325 Orbs om man klarar den.
Musiken är gjord av DJ-Nate.

#### Hexagon Force
Hexagon Force är en 12-stjärnig Insane-bana. Man får 325 Orbs om man klarar den.
Musiken är gjord av Waterflame.

#### Blast Processing
Blast Processing är en 10-stjärnig Harder-bana. Det är den första banan med wave, och ger 275 Orbs om man klarar den.
Musiken är gjord av Waterflame.

#### Theory of Everything 2
Theory of Everything 2 är en 14-stjärnig demonbana. (Den kallas även för ToE 2) Man måste ha 20 Coins för att låsa upp och spela banan.
Musiken är gjord av DJ-Nate.

#### Geometrical Dominator
Geometrical Dominator är en 10-stjärnig Harder-bana. Det är den första banan med robot, och ger 275 Orbs om man klarar den.
Musiken är gjord av Waterflame.

#### Deadlocked
Deadlocked är en 15-stjärnig demon. Den introducerar teleporteringsportaler som tar en från en plats till en annan. Ger 500 orbs om man klarar den
Musiken är gjord av F-777.

#### Fingerdash
Fingerdash är en 12-stjärnig Insane-bana, som även är den första banan med spindel. Den släpptes i 2.1.-uppdateringen. Man får 325 Orbs om man klarar den.
Musiken är gjord av MDK.

#### Dash
Dash är en 12-stjärnig Insane-bana, vilken introducerades i uppdateringen 2.2. Den innehåller det nya spelläget Swing. Man får 325 Orbs om man klarar den.
Musiken är gjord av MDK.

### Onlinebanor
Det finns flera tusen onlinebanor. Vem som helst kan skapa en onlinebana, men man måste verifiera den genom att klara banan (med alla User Coins, om det finns några) innan man kan lägga ut den. Onlinebanor är även de sorterade efter svårighetsgrad och stjärnor, men har ett ökat antal svårighetsgrader och sina stjärnor låsta till sin svårighet. Demonbanorna är grupperade i fem ytterligare grupper, så att en bana kan vara Demon (Extreme Demon) och inte bara Demon. Följande demonbanor finns::
- Easy Demon
- Medium Demon
- Hard Demon
- Insane Demon
- Extreme Demon

Dessa svårighetsgrader kom i uppdateringen 2.1.
Det finns även autobanor, där man inte ens behöver klicka för att klara dem.
Banor kan ges en "rate", som avgör hur många stjärnor man ska få för den och vilken svårighetsgrad den ska bli. Alla rates är värda lika mycket. Men det är moderatorer eller robtop själv som bestämmer om banan ska få stjärnor. Om en bana inte har fått tillräckligt många rates för att den ska kunna bedömas vara exempelvis Insane eller Easy, är banan NA. Man kan även ge banor likes eller dislikes, och kommentera dem. Ägaren av banan kan ta bort specifika kommentarer.
När en bana publiceras kan den även göras kopierbar, vilket gör att den kan kopieras av andra. Detta kan även väljas vara lösenordsskyddat. Om någon lägger ut en kopierad och ändrad bana online, syns det på den att den är kopierad.

#### Välkända onlinebanor

##### The Nightmare
The Nightmare är en Easy Demon, och är känd tillsammans med The Lightning Road som den enklaste demonbanan. Banan, som använder Polargeist som musik och är gjord av Jax, hade i början av 2017 över en och en halv miljon likes och närapå 15 miljoner nedladdningar. Det är den mest nedladdade banan.

##### The Lightning Road
The Lightning Road är en Easy Demon, och är tillsammans med The Nightmare den enklaste demonbanan. Banan, som använder Dry Out som musik och är gjord av Timeless Real, hade i början av 2017 över 750 000 likes och närapå 9 miljoner nedladdningar, och var den näst mest nedladdade demonbanan.

##### Bloodbath
Bloodbath är en Extreme Demon, och hade i början av 2017 över två och en halv miljon nedladdningar. Detta beror på att det var den svåraste banan i spelet och den svåraste saken att utföra i gaming när den kom ut. Den är gjord av Riot och är XL. Den använder musiken At The Speed of Light av Dimrain47.

##### Level Easy
Level Easy är gjord av IAmCody och hade i början av 2017 2,2 miljoner likes och över 20 miljoner nedladdningar. Den är Normal (tre stjärnor) och använder Stereo Madness som musik.

##### Nine circles
Nine circles är en hard demon skapad av Zobros och använder låten 'Nine circles' av Rukkus. Det är den första banan som använder 'NC-effekten', vilket är epileptiska färgeffekter som varar under wave-biten. Det har släppts ett flertal banor baserade på wavebitarna, inklusive Problematic och Ultra paracosm.

##### Bloodlust
Bloodlust är en Extreme demon skapad av Knobbelboy. Den är en förlängd och försvårad version av Bloodbath. Den använder samma låt. Det mesta av förlängningen är i slutet av banan, men det finns även en ny miniskepps-bit i början av banan. Banan slutar med en trippelspik som dyker upp från marken.

##### Silent circles
Silent circles är en nine circles-bana skapad av Cyrillic och Sailent. Banan är känd för att vara helt och hållet omöjlig med extremt tajta wavebitar, tajtare än på banor som till exempel Sonic wave, en nine circles-bana som är en extreme demon. Eftersom silent circles är omöjlig ger den inga stjärnor. Den svåraste biten i banan är den helt raka mini wave-biten i slutet. Den har varierande hastigheter, och den snabbaste som används är Fast.

#### The Lost Gauntlets
The Lost Gauntlets är grupper om banor med fem i varje som kan klaras av för att få bland annat nya gubbar och färger. Det finns 23 gauntlets, varav 22 är upplåsta från början. Demon Gauntlet öppnas efter att man har befriat Demon Guardian. Deras namn är följande:
- Fire Gauntlet
- Ice Gauntlet
- Poison Gauntlet
- Shadow Gauntlet
- Lava Gauntlet
- Bonus Gauntlet
- Chaos Gauntlet
- Demon Gauntlet
- Time Gauntlet
- Water Gauntlet
- Portal Gauntlet
- Crystal Gauntlet
- Magic Gauntlet
- spike Gauntlet
- Monster Gauntlet
- Doom Gauntlet
- Death Gauntlet
- Castle Gauntlet
- World Gauntlet
- Galaxy gauntlet
- Universe Gauntlet
- Discord Gauntlet
- Split Gauntlet

#### Daily Levels
Daily Levels är en bana som dagligen utnämns av RobTop som en bra bana, som man dessutom får extra priser för att klara. Man får upp till åtta diamonds om man klarar en Daily Level.

#### Map Packs
Map Packs är grupper om banor med tre i varje, som man kan komplettera för att få ett Secret Coin och ett antal stjärnor utöver de normala priserna. Det finns 65 Map Packs, och alla är grupperade av RobTop. Det finns achievements för att klara ett antal map packs.

## Resurser
Det finns ett antal olika resurser i spelet, som kan användas till olika saker.

### Secret Coins
Secret Coins är coins som kan hittas på alla Geometry Dash Meltdown- och Geometry Dash-banor. Det finns tre på varje bana, och antalet Secret Coins kan ge dig achievements och tillgång till nya demonbanor. De ser ut som guldfärgade mynt prydda med en stjärna i mitten som sakta roterar runt sin egen axel.
Man kan även få Secret Coins från att klara Map Packs.

### User Coins
User Coins är gömda mynt som man hittar i onlinebanor. Det finns max tre på varje bana. De ser ut som silverfärgade mynt prydda med ett stort C i mitten som sakta roterar runt sin egen axel.

### Stars
Stjärnor är ett föremål som man får om man klarar banor eller map packs. Från dessa kan man få achievements.

### Orbs
Orbs är föremål som man får genom att spela banor. Om man tar sig längre än man har gjort tidigare, finns det en chans för att man får orbs. Antalet orbs man kan få som max står vid sidan av banan (online), eller under banan (standardbanor). Orbs används till att köpa saker i Shop och Secret Shop.

### Diamonds
Diamanter är föremål som man får från att klara levels som är med i Daily eller the Lost Gauntlets. Dessa kan man använda för att låsa upp hemligheter och för att få achievements.

### Shards of Power
Shards of Power är föremål man kan få från Daily Chests eller Chest Room. Det finns fem typer av shards: fire, ice, poison, shadow och lava shards. De ger alla olika saker när man får 5, 15, 35, 65, och 100 av dem. Man får även Bonus Unlocks av att ha så många av alla olika typer av shards.

### Demon keys
Demon keys är nycklar, som används för att öppna kistor i Chest Room. De hittas slumpgenererat på online- och officiella banor.

## Platser[2][1]
Det finns många gömda platser i spelet. De följer alla nedan.

## Chest Room
Chest Room är en plats där man kan använda Keys för att öppna kistor. Där i finns olika "rewards", som alla är slumpgenererade och varierar från kista till kista. Platsen finns i nedre högra hörnet på onlinemenyn, och kräver att spelaren har minst 5 nycklar för att öppna den.

### Shops
Shops är platser där man kan få achievements som ger en gubbar, färger och trails för Orbs. Det finns i uppdateringen 2.1. två Shops.

#### Shop
Den här platsen är enkel att hitta, och finns i menyn för att ändra karaktär i form av ett rep som transporterar spelaren till shopen om det klickas på.

#### Community Shop
Den här platsen lite svårare att hitta och finns i Chest Room bredvid Secret Shop i form av ett rep som transporterar spelaren till shopen om det klickas på, så länge spelaren har 200 Diamonds. Där kan man köpa ett stort urval av icons, färger och trails.

#### Secret Shop
Den här platsen är  ännu svårare att hitta, och finns i Chest Room i form av ett rep som transporterar spelaren till shopen om det klickas på, så länge spelaren har 500 Diamonds. Där kan man köpa några icons, färger och trails, men även Master Emblem som låser upp Chamber of Time. Secret Shop drivs av Scratch, som själv säger att hen är en glitch i koden.

### Vaults
Vaults är en term som används för att referera till ett flertal gömda rum. Dessa kan man få achievements, nya gubbar och färger från.

#### The Vault
Det första vaultet finns gömt i inställningarna. Där ska man klicka på låset uppe i det högra hörnet på skärmen samtidigt som man har 10 eller fler User Coins för att komma in. Där kan man skriva in ett antal koder som följer för att få ett antal achievements:
- Spooky
- Lenny
- RobTop
- Blockbite
- Neverending
- Mule
- Sparky
- Ahead
- Gandalfpotter
- Robotop

Han ger spelaren även ledtrådar i form av blå text.

#### Secret Vault
Det andra Secret Vaultet finns i onlinemenyns övre högra hörn, och man behöver 50 Diamonds för att komma in. Väl inne kan man skriva in de följande koderna:
- Octocube
- Brain Power
- Seven
- thechickenisonfire
- Gimmiethecolor
- Antalet stjärnor du har
- Cod3breaker
- The Challenge

Efter att ha skrivit in The Challenge, kommer det upp en bana som bara kan köras om man har 200 eller fler Diamonds. Om man klarar den låses en dörr upp i det nedre högra hörnet inne i Secret Vault. Om man klickar på det, finns där inne en kista som låser upp en ny gubbe. Det finns även en inspärrad Demon Guardian, som kräver att man hämtar tre Demon Keys för att befria honom. En finns om man klarar Chaos Gauntlet, en om man öppnar 50 kistor, och en om man skriver in en särskild kod hos The Gatekeeper som finns i Chamber of Time.
Han ger spelaren även ledtrådar i form av blå text.

#### Chamber of Time
Efter att ha tagit sig till Secret Vault kan The Guardian låsas upp. Han finns gömd i Coming Soon-sektionen av standardbanorna. Om man klickar på marken under texten, finns där en liten dörr som kan öppnas om man har köpt Master Emblem från Hidden Shop. Om man har gjort det, kommer man in i Chamber of time. I nedre högra hörnet finns en kista. Däri finns en Demon Key. Där kan man skriva in de följande koderna:
- Volcano
- River
- Silence
- Darkness
- Hunger

Han ger spelaren även ledtrådar i form av blå text.

## Effekter som påverkar spelandet
Portaler förändrar sättet spelet spelas på när de passeras igenom, och kan byta gravitation, spelläge, storlek eller riktning. De kan även teleportera spelaren. Den normala starten är en medium-speed normal-size ensam kub med normal gravitation.

### Fördubbling
Om spelaren passerar genom en orange portal formad som ett V, fördubblas spelaren. Det kommer ett tak, som ger lika mycket utrymme som ett normalt, och en spelare som ser likadan som den normala ut men med sekundärfärgen som primärfärg åker uppåt eller nedåt beroende på gravitation. Om spelaren klickar, behandlas det som att spelaren hade klickat för båda spelarna.
Om spelaren passerar genom en blå portal formad som ett V, blir spelaren en enda spelare.

### Speed
Det finns fem olika hastighetsfaktorer i spelet. De gör så att skärmen rör sig långsammare eller snabbare åt sidan och så att spelaren därför kan hoppa längre/kortare.

#### Slow
När man är Slow färdas skärmen åt sidan med en hastighet av 8,4 block per sekund. Om man passerar en ensam gul pil som är riktad åt motsatt håll som man färdas åt, blir man Slow.

#### Normal
När man är Normal färdas skärmen åt sidan med en hastighet av 11,2 block per sekund. Om man passerar en ensam blå pil som är riktad åt samma håll som man färdas åt, blir man normal.

#### Medium
När man är Fast färdas skärmen åt sidan med en hastighet av 14 block per sekund. Om man passerar en dubbel grön pil som är riktad åt samma håll som man färdas åt, blir man Medium.

#### Fast
När man är Fast färdas skärmen åt sidan med en hastighet av ?? block per sekund. Om man passerar en trippel rosa pil som är riktad åt samma håll som man färdas åt, blir man Fast.

#### Super-Fast
När man är Super-Fast, färdas skärmen åt sidan med en hastighet av 16,8 block per sekund. Om man passerar en fyrdubbel röd pil som är riktad åt samma håll som man färdas åt, blir man Super-Fast. Hastigheten Super-Fast inkluderades i uppdateringen 2.1.

### Storlek
Portaler som förändrar storlek är direkt knutna till spellägen, i det att de påverkar hur spelarkaraktärens rörelser fungerar. Den vanligaste funktionen är att karaktären blir mindre och kan hoppa ungefär hälften så högt, rör sig dubbelt så snabbt, eller bådadera.
Portaler som ändrar storlek är gröna (tillbaka till normal storlek) eller lila (till liten storlek). De är ungefär lika tjocka som gravitationsportaler, men har ett brutet utseende. Om en spelare passerar genom en storleksförändrande portal kan man se en blixt i portalens färg.

### Teleportation
Teleportationsportaler sitter alltid i par och i en lodrätt linje. En av dem är blå och en är orange. Om spelaren passerar genom den blå portalen, teleporteras den i en bråkdel av en sekund till den orangea portalen. Om en spelare passerar genom den orangea portalen händer inget.
Teleportationsportalerna ser ut som ett par halvcirklar med blå respektive orange kant.

### Gravitation
Det finns två typer av gravitationsportaler, blå och gula. Gravitationsportaler är smalare än andra portaler, och lätta att känna igen.

#### Uppåt
En smal gul portal gör så att spelaren faller uppåt. Om spelaren redan gjorde det, ändras inget. Om spelaren är robot eller kub, dör de efter att ha fallit en viss tid. Om spelaren är något annat faller de upp mot taket.

#### Nedåt
En smal blå portal gör så att spelaren faller nedåt. Om spelaren redan gjorde det, ändras inget.

### Spegelvändningar
Spegelvändningsportaler gör så att spelarens skärm vänds på vågrät axel, och de gör det ofta svårare att spela, särskilt om det kommer ett hinder precis efter portalen. Dessa portaler ser ut ungefär som en normalstor gravitationsportal med ett par mindre sådana bakom sig.
Dessa portaler introducerades i Time Machine.

#### Normal
Den blå spegelvändningsportalen gör så att spelarens skärm blir normal igen. Om den redan var det, ändras inget.

#### Onormal
Den orangeröda spegelvändningsportalen gör så att spelarens skärm vänds 180 grader vågrätt. Om den redan var det, ändras inget.

### Spellägen
Portaler som ändrar spellägen är tjockare än andra portaler, och de är vanligtvis lätta att känna igen.

#### Kub (Cube)
Kuben är det allra mest grundläggande spelläget.
Den förekommer i alla officiella banor utom Years, Space Pirates, och Embers.
Den förekom först i Stereo Madness. Om man klickar samtidigt som man är kub och på marken, hoppar man två block uppåt eller nedåt beroende på gravitation (eller ett om man är liten).
Portalen som förvandlar spelaren till kub är ljust grön.

#### Rymdskepp (Ship)
Rymdskeppet är också förhållandevis enkelt. Om man klickar, åker man en liten bit uppåt (eller nedåt om gravitationen är vänd); om man håller inne fortsätter man att göra det fram tills att man nuddar taket som finns då man är rymdskepp. Ett litet rymdskepp går lägre upp vid varje klickning.
Portalen som förvandlar spelaren till rymdskepp är ljust lila.

#### Boll (Ball)
Bollen byter gravitation om man klickar, och flyger i en krökt bana uppåt eller nedåt beroende på gravitation. Denna bana blir rakare som liten. En boll får ett ovanligt litet spelutrymme, då golvet och taket är närmare när man spelar som boll än som något annat spelläge.
Portalen som förvandlar spelaren till boll är mörkt orange.

#### UFO (UFO)
Att spela som UFO fungerar likadant som att spela som rymdskepp, med enda skillnad att man inte kan hålla inne för att fortsätta att ta sig uppåt. Ett litet UFO hoppar en kortare sträcka uppåt med varje hopp.
Portalen som förvandlar spelaren till UFO är ljust orange.

#### Robot (Robot)
Roboten fungerar som en motsvarighet till kuben, och den kan hålla inne för att hoppa längre. Den introducerades i banan Geometrical Dominator. En liten robot kan inte hoppa lika högt som en normalstor. Roboten får, till skillnad från alla andra spellägen utom kub, inget tak.
Portalen som förvandlar spelaren till robot är vit.

#### Pil (Wave)
Pilen är ett spelläge som många ser som sitt svåraste, och det är speciellt på högre hastigheter svårt att klara de mer komplexa banornas wavedelar. Pilen rör sig så att den faller nedåt så länge man inte håller in och uppåt när man håller in i en 45-gradig vinkel. En liten pil rör sig i en mycket vidare vinkel, och en pil med motsatt gravitation faller uppåt när man inte håller inne och vice versa. Pilen introducerades i Blast Processing.
Portalen som förvandlar spelaren till wave är ljust blå.

#### Spindel (Spider)
Spindeln fungerar som en boll, utom att den rör sig mycket snabbare i en rät vinkel mot skärmen och inte kan ta Orbs på vägen. En liten spindel rör sig ännu snabbare. Spindeln var introducerad i Fingerdash och uppdateringen 2.1.
Portalen som förvandlar spelaren till spindel är mörkt lila.

#### Swing
Spelläget swing liknar spelläget ship, med skillnaden att gravitationen ändras varje gång man klickar. Den rör sig i mjuka kurvor när gravitationen ändras och var introducerad i Dash och uppdateringen 2.2.
Portalen som förvandlar spelaren till Swing är gul.

## Andra Geometry Dash-appar

### Geometry Dash Meltdown
Geometry Dash Meltdown är ännu en app som går att ladda ned via App Store eller Google Play till mobiltelefoner, och det innehåller de tre banorna Viking Arena, The Seven Seas och Airborne Robots.

### Geometry Dash World
Geometry Dash World är ännu en app som går att ladda ned via App Store eller Google Play till mobiltelefoner, och det innehåller de tio kortare banorna Payload, Beast Mode, Machina, Years, Frontlines, Space Pirates, Striker, Embers, Round 1, och Monster Dance Off.

### Geometry Dash Subzero
Geometry Dash Subzero är ännu en app som går att ladda ned via App Store eller Google Play till mobiltelefoner, och den visar vad den kommande 2.2 uppdateringen kommer ha. Den innehåller banorna Press start, Nock em och Power trip.
Geometry Dash kan även förkortas GD.